# ロールス・ロイスに銀の銃
『ロールス・ロイスに銀の銃』（ロールス・ロイスにぎんのじゅう、en:Cotton Comes to Harlem）は、1970年に公開されたアメリカ合衆国のネオ・ノワール。アクション・コメディスリラー映画。
監督、脚本オジー・デイヴィス。出演ゴッドフリー・ケンブリッジ、レイモン・サン・ジャック、カルヴィン・ロックハート。
この映画はブラックスプロイテーションの初期の作品とされている。チェスター・ハイムズの小説『ロールスロイスに銀の銃』を原作としている。オープニング曲 "Ain't Now But It's Gonna Be," をオージ・デイヴィスが作曲しメルバ・ムーアが歌唱した。映画は1970年に登場した多くのブラックスプロイテーション映画の一つであり大ヒットした。2年後続編の『ハーレム愚連隊』が公開された。

## キャスト
| 役名               | 俳優                       | 日本語吹替 |
| 役名               | 俳優                       | TBS版 |
| ------------------ | -------------------------- | --- |
| 墓掘りジョーンズ   | ゴッドフリー・ケンブリッジ | 藤本譲 |
| 棺桶エド           | レイモン・サン・ジャック   | 外山高士 |
| ディーク・オマリー | カルヴィン・ロックハート   | 日高晤郎 |
| アイリス           | ジュディ・ペース           | 松金よね子 |
| 不明 その他        |                            | 国坂伸 増岡弘 安原義人 峰恵研 浅井淑子 木原正二郎 小関一 火野捷子 仲木隆司 田口昴 村山明 田中亮一 西村知道 青木和代 黒部鉄 立石泰子 柴田耕太郎 峰あつ子 中川まり子 |
|                    |                            | |
| 演出               | 演出                       | 福永莞爾 |
| 翻訳               | 翻訳                       | 井場洋子 |
| 効果               | 効果                       | TFC |
| 調整               | 調整                       | 遠西勝三 |
| 制作               | 制作                       | 東北新社 |
| 解説               | 解説                       | 荻昌弘 |
| 初回放送           | 初回放送                   | 1976年1月12日 『月曜ロードショー』 |